# 休·戴力
休·伊格納修斯·戴力（英語：Hugh Ignatius Daily，1847年7月17日—1923年後），出生時名為哈里·克里斯（英語：Harry Criss），綽號為「獨臂」戴力（"One Arm" Daily），是愛爾蘭裔美國人的職業棒球運動員，位置為投手。由於其個性火爆，在大聯盟生涯六個球季裡，曾效力過七支球隊，分別為：國家聯盟的水牛城野牛、克利夫蘭藍隊、聖路易栗子隊、聯合協會的芝加哥布朗隊、華盛頓國民隊與美國協會的克里夫蘭藍隊。
戴力於大聯盟生涯前半擔任球隊中的先發投手，在1883年和1884年，這兩個球季勝場數皆超過20場，而防禦率、投球局數、完投與三振數也都名列聯盟中前十。他曾創下單季最多三振記錄（後被超越），連續兩場投出一安打比賽與單季四場一安打比賽，亦曾投出過無安打比賽。在風光的度過了前三個球季後，生涯後半三個的球季中，他的成績迅速地下滑，此後便離開了棒球界。
在職業生涯結束後，就鮮少有他的記錄了，時至今日，對於他離開棒球界後，居住於何處，死於何時、何地，依舊一無所知。

## 綽號和性格
在童年時期，一次的槍枝意外，戴力失去了左手掌，因此他的綽號「獨臂」戴力，便由此而來，為了彌補左手的缺陷，他在患處固定了一塊特殊的墊子，並利用他的右手和墊子來接住球。當比賽中需長時間以此方式接球，他的患處會變得很敏感，因此有次戴力曾揍了他的捕手，只因為這位捕手沒有他沒有聽從建議，以較小的力道回傳球給他。
除此之外，戴力也因脾氣暴躁而廣為人知，他被形容成粗魯無禮且喜怒無常，其它對他的形容還有：刻薄、傲慢與寡言少語。儘管這種舉止在主流棒球界不受歡迎，但是主場的球迷卻非常的喜愛他，因為他總會對裁判與對手球員嗆聲。

## 生涯初期
戴力生於愛爾蘭，他在巴爾的摩地區展開了他的職棒生涯，時常有更為優渥的報酬邀請他參加其他較為著名的聯盟，然而他都斷然拒絕，而寧願留在當地。不過，脾氣火爆的他，因時常攻擊裁判與球迷，仍被迫轉隊，爾後便來到了紐約市，加入紐約大都會隊，此時紐約大都會隊已一支全職業球隊，但尚未加入大聯盟（一直到了1883年成為國家聯盟的一員）。在這一時期，他共在這一時期，他共獲得了38場勝投，包括打敗了以卡普·安森為首的芝加哥白長襪隊，以及其他當時美國最頂尖的職業球隊。

## 大聯盟時期
戴力的表現吸引了大聯盟球隊的注意，在1882年他與水牛城野牛隊，即使當時陣中還有將來的名人堂球員──普德·蓋爾文，他仍舊爭取到29場的出賽，並取得15勝。翌年，他加入克里夫蘭藍隊，在9月13日面對費城貴格會時，投出了一場無安打比賽，並且最終以1比0獲勝，該年度他以23勝19敗為球季劃下句點，他有數項投球成績排名聯盟前十，2場完封排名第二、防禦率2.42排名第五、171次三振排名第七。勝投、出場數與先發場次皆排名聯盟第九。此外他有一項數據為聯盟第一，就是投出99次的保送──這是一項令人瞠目結舌的數據，因為在1882年到1883年球季規定，需要七個壞球才會投出保送，而非現今熟知的四壞球保送。

## 晚年
關於戴力私人生活，以及死亡的確切日期和地點，至今仍然不明。根據1910年美國人口普查，他與兩個姊妹居於巴爾的摩，並服務於海關機構。而1920年美國人口普查顯示，他與姊妹住在一起，且是一家飯店的員工。他最後的蹤跡是出現在1923年的巴爾的摩，此時他住在華盛頓。

## 生涯數據
| 年度     | 球隊     | 出賽 | 先發 | 完投 | 完封 | 無四死球比賽 | 勝 | 敗 | 救援成功 | 中繼成功 | 勝率 | 打者數 | 局數   | 被安打 | 被全壘打 | 四壞球 | 敬遠 | 觸身球 | 奪三振 | 暴投 | 投手犯規 | 失分 | 自責分 | 防禦率 | WHIP |
| -------- | -------- | ---- | ---- | ---- | ---- | ------------ | -- | -- | -------- | -------- | ---- | ------ | ------ | ------ | -------- | ------ | ---- | ------ | ------ | ---- | -------- | ---- | ------ | ------ | ---- |
| 1882     | BUF      | 29   | 29   | 29   | 0    | --           | 15 | 14 | 0        | --       | .517 | 1120   | 255.2  | 246    | 7        | 70     | --   | --     | 116    | 11   | 0        | 165  | 85     | 2.99   | 1.24 |
| 1883     | CLV      | 45   | 43   | 40   | 4    | --           | 23 | 19 | 1        | --       | .548 | 1578   | 378.2  | 360    | 5        | 99     | --   | --     | 171    | 23   | 0        | 193  | 102    | 2.42   | 1.21 |
| 1884     | CPI      | 56   | 56   | 54   | 5    | --           | 27 | 27 | 0        | --       | .500 | 2009   | 484.2  | 430    | 11       | 71     | --   | --     | 469    | 47   | 0        | 257  | 131    | 2.43   | 1.03 |
| 1884     | WHS      | 2    | 2    | 2    | 0    | --           | 1  | 1  | 0        | --       | .500 | 67     | 16.0   | 16     | 0        | 1      | --   | --     | 14     | 3    | 0        | 11   | 4      | 2.25   | 1.06 |
| '84計    | WHS      | 58   | 58   | 56   | 5    | --           | 28 | 28 | 0        | --       | .500 | 2076   | 500.2  | 446    | 11       | 72     | --   | --     | 483    | 50   | 0        | 268  | 135    | 2.43   | 1.04 |
| 1885     | SLM      | 11   | 11   | 10   | 1    | --           | 3  | 8  | 0        | --       | .273 | 409    | 91.1   | 92     | 5        | 44     | --   | --     | 31     | 2    | 0        | 72   | 40     | 3.94   | 1.90 |
| 1886     | WHS      | 6    | 6    | 6    | 0    | --           | 0  | 6  | 0        | --       | .000 | 248    | 49.0   | 69     | 2        | 40     | --   | --     | 15     | 7    | 0        | 60   | 40     | 7.35   | 2.22 |
| 1887     | CLE      | 16   | 16   | 16   | 0    | --           | 4  | 12 | 0        | --       | .250 | 629    | 139.2  | 181    | 1        | 44     | --   | 3      | 30     | 3    | 0        | 108  | 57     | 3.67   | 1.61 |
| MLB：6年 | MLB：6年 | 165  | 163  | 157  | 10   | --           | 73 | 87 | 1        | --       | .456 | 6060   | 1415.0 | 1394   | 31       | 369    | --   | *3     | 846    | 96   | 0        | 866  | 459    | 2.92   | 1.25 |

- 粗體黑字為該年度聯盟最高

## 外部連結
- 球員資訊和成績在Retrosheet ，Baseball Reference ，Baseball Reference (Minors) ，The Baseball Cube （英文）